# Tan Xue
Tan Xue (chiń. upr. 谭雪; chiń. trad. 譚雪; pinyin Tán Xuě; ur. 30 stycznia 1984 w Tiencinie) – chińska szablistka, dwukrotna wicemistrzyni olimpijska, czterokrotna medalistka mistrzostw świata.
Na igrzyskach olimpijskich w Atenach w 2004 roku wywalczyła srebrny medal w zawodach indywidualnych, w finale przegrała z Mariel Zagunis z USA 9:15. Podczas rozgrywanych cztery lata później igrzysk olimpijskich w Pekinie reprezentacja Chin w składzie: Bao Yingying, Huang Haiyang, Ni Hong i Tan Xue zdobyła srebrny medal w zawodach drużynowych (w finale przegrały z Ukrainkami 44:45). W rywalizacji indywidualnej zajęła tym razem piątą pozycję, odpadając w ćwierćfinale.
Podczas mistrzostw świata w Lizbonie w 2002 roku zwyciężyła w rywalizacji indywidualnej, pokonując w finale Jelenę Żemajewą z Azerbejdżanu. Na mistrzostwach świata w Hawanie rok później razem z Bao Yingying, Huang Haiyang i Zhang Ying zdobyła drużynowo srebrny medal. Na tej samej imprezie zdobyła także srebrny medal indywidualnie, ulegając w finale Dorinie Mihai z Rumunii. Drugie miejsce w zawodach indywidualnych zajęła również podczas mistrzostw świata w Petersburgu w 2007 roku, tym razem przegrywając w finale z Rosjanką Jeleną Nieczajewą.
Wywalczyła również złoto drużynowo i brąz indywidualnie na igrzyskach azjatyckich w Pusan w 2002 roku, złoto indywidualnie i srebro drużynowo podczas igrzysk azjatyckich w Doha w 2006 roku oraz złoto drużynowo i brąz indywidualnie na igrzyskach azjatyckich w Kantonie w 2010 roku. 
Kilkukrotnie zdobywała także medale mistrzostw Azji, w tym złote indywidualnie i drużynowo na MA w Nantong w (2007), indywidualnie i drużynowo na MA w Bangkoku (2008) oraz indywidualnie i drużynowo na MA w Seulu (2010).